# 峨眉鱼鳞蕨
峨眉鱼鳞蕨（学名：Acrophorus emeiensis），为球盖蕨科鱼鳞蕨属下的一个植物种。其种加词“emeiensis”意为“四川峨眉山的”。
现接受名为鱼鳞蕨（Dryopteris paleolata (Pic.Serm.) Li Bing Zhang, 2012）。